# Mahnomen County
Mahnomen County er et county i den amerikanske delstat Minnesota. Amtet ligger i de vestlige del af delstaten og grænser op til Polk County i nord, Clearwater County i øst, Becker County i syd og mod Norman County i vest.
Mahnomen Countys totale areal er 1.510 km² hvoraf 70 km² er vand. I 2000 havde amtet 5.190 indbyggere. Amtets administration ligger i byen Mahnomen.
Amtet har fået sit navn efter det Ojibwa-indianske ord som betyder vildris.
47°20′N 95°49′V / 47.33°N 95.81°V